# Kostaryka na Letnich Igrzyskach Olimpijskich 1984
Kostarykę na Letnich Igrzyskach Olimpijskich 1984 reprezentowało 28 zawodników: 27 mężczyzn i 1 kobieta. Był to 7. start reprezentacji Kostaryki na letnich igrzyskach olimpijskich.

## Skład kadry

### Judo
Mężczyźni
- Ronny Sanabria – waga ekstralekka – 18. miejsce
- Andrés Sancho – waga półlekka – 33. miejsce
- Álvaro Sanabria – waga lekka – 19. miejsce
- Javier Condor – waga półśrednia – 34. miejsce

### Lekkoatletyka
Mężczyźni
- Glen Abrahams

100 metrów – odpadł w eliminacjach
200 metrów – odpadł w eliminacjach
- Orlando Mora

5000 metrów – odpadł w eliminacjach
10 000 metrów – odpadł w eliminacjach
- Ronaldo Lanzoni – maraton – nie ukończył

### Piłka nożna
Mężczyźni
- Alejandro González, Alvaro Solano, Carlos Santana, Carlos Toppings, César Hines, Enrique Díaz, Enrique Rivers, Evaristo Coronado, Germán Chavarría, Guillermo Guardia, Juan Cayasso, Leonidas Flores, Luis Galagarza, Marcos Rojas, Marvin Obando, Miguel Simpson, Minor Alpízar – 13. miejsce

### Pływanie
Mężczyźni
- Andrés Aguilar

200 metrów st. klasycznym – 29. miejsce
200 metrów st. motylkowym – 30. miejsce
200 metrów st. zmiennym – 26. miejsce

### Strzelectwo
Mężczyźni
- Mariano Lara – pistolet, 50 m – 25. miejsce
- Roger Cartín – karabin pneumatyczny, 10 m – 52. miejsce

Kobiety
- Elizabeth Jagush-Bourland – karabin pneumatyczny, 10 m – 32. miejsce